# 常乐州
常乐州，中国古代的州。
五代南汉置，治所在今广西壮族自治区合浦县东北常乐。辖境相当今合浦县及广东省廉江市西南部分地。北宋开宝五年（972年），废入石康县。 